# Guillaume Hoarau
Guillaume Hoarau (* 5. března 1984, Saint-Louis, Réunion, Francie) je francouzský fotbalový útočník a reprezentant, který hraje od léta 2014 ve švýcarském klubu BSC Young Boys. Mimo Francii (a Réunion) hrál v Číně a ve Švýcarsku.

## Reprezentační kariéra
V A-mužstvu Francie debutoval 11. srpna 2010 v přátelském zápase v Oslu proti domácí reprezentaci Norska (prohra 1:2).

## Úspěchy

### Individuální
- Tým roku Ligue 1 podle UNFP – 2008/09[2]